# اگرولدی
اِگروُلدْیْ (به مجاری: Egervölgy) یک شهرداری در مجارستان است که در واش واقع شده‌است. اِگروُلدْی ۸٫۸۶ کیلومتر مربع مساحت و ۴۱۰ نفر جمعیت دارد.